# Maha Sawa
Maha Sawa (?-1360) ou Trà Hòa Bố Để, est le roi du Royaume de Champā de la XIIe dynastie Champane. Il règne de 1342 ou 1352 à 1360.

## Contexte
En 1342 après la mort de Jaya Ananda ou Ché A Nan, son fils et héritier légitime nommé Jamo (ou Che Mo), est chassé du pouvoir et trouve refuge auprès de la dynastie Trần qui lui accorde son aide pour tenter de regagner le trône. Trà Hòa Bố Để n'en triomphe qu'après 10 ans de conflit interne:229–230.